# Wrackfunde um Mallorca
Die Wrackfunde um Mallorca wurden zumeist im letzten Quartal des 20. Jahrhunderts gemacht. Der Reichtum an Wracks und submarinen Funden um die spanische Baleareninsel Mallorca wurde zuvor durch massive Plünderungen beeinträchtigt. 

## Cabrera
In der Nähe der Insel Cabrera fanden sich sechs antike Wracks. 
- Cabrera I liegt etwa 22 Meter tief, östlich der Hafeneinfahrt. Es entspricht einem römischen Frachtschiff aus der zweiten Hälfte des 3. Jahrhunderts. Die Ladung bestand aus Amphoren für den Transport von Fisch. Es wurde zwischen 1978 und 1979 untersucht.

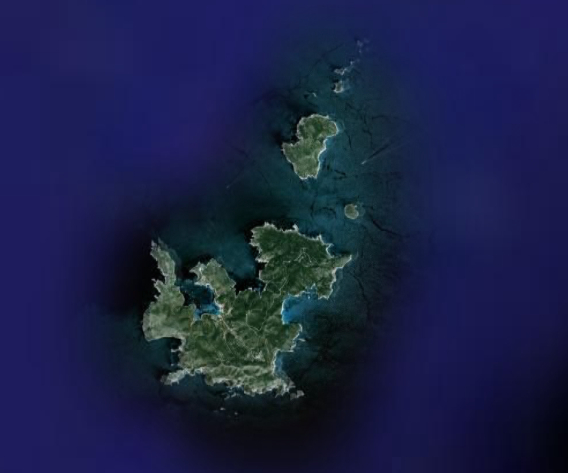
Cabrera

- Cabrera II ist nur durch die Funde bekannt. Es war ein Kaufmannsschiff, das im letzten Drittel des 3. Jahrhunderts v. Chr. aus Ibiza oder Karthago kam und entsprechende Amphoren geladen hatte.
- Cabrera III liegt am Fuße der Klippe des Castillo de Cabrera. Es ist ein römisches Schiff aus der zweiten Hälfte des 3. Jahrhunderts. Es wurde von 1985 bis 1986 untersucht. Es fanden sich 950 Sesterzen aus der Kaiserzeit in Amphoren.
- Cabrera IV befindet sich am Eingang zur Cala Ganduf und entspricht einem römischen Schiff des 1. oder 2. Jahrzehnts n. Chr. In ihm wurden drei Bronzehelme, Eisenanker und Bleibarren gefunden.
- Cabrera V liegt bei der Hafeneinfahrt etwa 80 Meter von der Küste und 42 tief. Es war ein römischer Frachter aus der Mitte des 1. Jahrhunderts. Er segelte mit einer Ladung Fisch und Bleibarren, aus Andalusien zur Italienischen Halbinsel. Es wurde von 1978 bis 1979 untersucht.
- Cabrera VI ist ein nicht untersuchtes Wrack in der Nähe der Isla Redonda.

## Andere Wracks
Nicht weit entfernt liegt die kleine Illa Na Guardis, wo zwei Schiffe sanken. Ein punisches (von 130–150 n. Chr.) aus Ibiza und ein zweites aus der Römerzeit.
Schließlich gibt es die gesunkenen römischen Schiffe von Porto Cristo. Eines liegt in etwa 2,0 Meter Tiefe, 10 Meter vom Strand entfernt. Das zweite liegt zwischen 20 und 30 m entfernt und ist durch einen Sturm freigelegt worden. Im Inneren fanden sich Leuchter.
Das bemerkenswerteste Wrack Mallorcas ist knapp eine Meile östlich der Illot del Sec (Insel) gesunken. Der punische Kaufmann, dessen Schiff nach einem Brand etwa 350 v. Chr. sank, kam aus dem zentralen Mittelmeer (Tunesien oder Sizilien) und war vielleicht in Richtung Ibiza, Marseille oder zur spanischen Levante unterwegs. Das Wrack wurde 1968 entdeckt und von 1970 an untersucht. Es fanden sich 500 griechische, und sizilianische, korinthische, punische und ibizanische Amphoren, sowie ein Bronzekessel, ein Goldring und andere Materialien.
Im Jahr 2019 wurde nur 50 Meter von der Playa de Palma entfernt das Wrack eines vermutlich römischen Frachtschiffs aus dem 3. oder 4. Jahrhundert n. Chr. entdeckt.